# Praktisk Projektstyrning
Praktisk ProjektStyrning, PPS, är en projektstyrningsmodell användbar för alla typer av projekt. Modellen är ursprungligen skapad av dåvarande Enator som sedan övergått till Tieto
och är en av de mest använda i Sverige. Projektmodellen har ett komplett stöd för allt från strategisk styrning till de små uppdragen.
I PPS delar upp stödet i tre nivåer; Strategisk styrning, Effektstyrning och Projektstyrning. I modellen finns stöd i form av:
- Faser och arbetsområden
- Färdigheter
- Mallar
- Checklistor
- Kunskapstest
- Klassificering av projekt
- Exempel

## Beslutsprocessen i ett projekt
PPS delar upp beslutsprocessen i åtta olika beslutspunkter (BP). Vid dessa beslutspunkter gör projektets styrgrupp en bedömning om projektets fortlevnad baserat på den affärsmässiga situationen i projektet och tar därefter beslut om att fortsätta, förändra eller lägga ner projektet.
Under förberedelsefasen:
- BP1: Beslut om att starta projektet och initiera förberedelserna
- BP2: Beslut om att fortsätta, avbryta eller göra om förberedelsearbete
- BP3: Beslut om att det finns tillräckligt bra underlag för att göra ett åtagande för resterande del av projektet

Under genomförandet:
- BP4: Beslut att starta genomförandet
- BP5: Beslut om att fortsätta eller förändra projektåtagandet
- BP6: Beslut om att godkänna leverans av projektets delresultat eller slutresultat

Under projektavvecklingen:
- BP7: Beslut om att godkänna överlämning av ansvaret för projektets resultat till förvaltningen
- BP8: Beslut om att avsluta projektet

## Styrande projektdokument
PPS beskriver ett antal styrande dokument:
- Projektdirektiv Ge underlag och förutsättningar för start av projektet samt ange styrande ramar för förberedelsearbetet.
- Projektplan, Identifiera, definiera och avgränsa projektets åtagande.
- Statusrapport, Beskriva aktuell status och prognos för projektet.
- Slutrapport, Redovisa projektets måluppfyllelse, olika deltagargruppers erfarenheter samt ge rekommendation till ett förbättrat arbetssättprojektets slutrapport beskrivande projektförlopp och erfarenheter.

## Färdigheter för Styrning
PPS beskriver ett 100-tal olika färdigheter för program-, portfölj- och projektstyrning bland annat hur man förbereder och planerar ett projekt.